# El gos de terracota
El gos de terracota (Il cane di terracotta) és una novel·la d'Andrea Camilleri publicada el 1996. És la segona novel·la que té com a protagonista el comissari Salvo Montalbano.
El llibre, que té vint capítols i la nota de l'autor, es podria dividir en dues parts: el plantejament de les trames en un primer moment i la interrelació d'aquestes trames en una segona part. A la primera part els elements principals són detenir Tano i un robatori en un supermercat, durant els quals es produeixen tres homicidis, un intercanvi de trets i armes amagades en una cova. A la segona part, a la cova de les armes es troben dos esquelets de joves amants de fa mig segle, un gos de terracota i monedes. Tots els elements participen en la forma final que pren la trama. Durant el relat passen un seguit d'incidents per la manca de tacte del protagonista mentre coqueteja amb la inspectora Anna Ferrara.
La traducció d'aquest llibre té una dificultat afegida per la singularitat de la llengua utilitzada.